# Jordan Burroughs
Jordan Ernest Burroughs (ur. 8 lipca 1988 w Camden) – amerykański zapaśnik, startujący w kategorii do 74 kg w stylu wolnym, złoty medalista olimpijski, siedmiokrotny mistrz świata. Pierwszy w Pucharze Świata w 2012; 2013, 2018 i 2022; drugi w 2015 i 2017; trzeci w 2014 roku.
Największym sukcesem zawodnika jest złoty medal igrzysk olimpijskich w Londynie w wadze 74 kg. W Rio de Janeiro 2016 zajął dziewiąte miejsce w kategorii 74 kg.
Triumfator mistrzostw świata w Stambule w 2011 roku, Budapeszcie w 2013, 2015, 2017, 2021 i 2022. Mistrz igrzysk panamerykańskich w 2011, 2015 i 2019, a także mistrzostw w 2014, 2016, 2019, 2020, 2022 i 2023 roku.
Zawodnik Winslow Township High School z Hrabstwa Camden i University of Nebraska. Trzy razy All-American (2008 – 2011) w NCAA Division I; pierwszy w 2009 i 2011; trzeci w 2008 roku.